# Upupa
Pupezele (genul Upupa) sunt păsări colorate întâlnite în Africa, Asia și Europa, notabile pentru „coroanele” lor de pene deosebite. Sunt recunoscute trei specii extante și una dispărută, deși pentru mulți ani toate au fost considerate o singură specie, Upupa epops.

## Specii existente
| Imagine | Denumirea științifică | Nume Comun           | Distribuție |
| ------- | --------------------- | -------------------- | --- |
|         | Upupa africana        | Pupăza africană      | Africa de Sud, Lesotho, Swaziland, Namibia, Botswana, Zimbabwe, Mozambic, Angola, Zambia, Malawi, Tanzania, Arabia Saudită și jumătatea de sud a Republicii Democratice Congo |
|         | Upupa epops           | Pupăza eurasiatică   | Europa, Asia, Africa de Nord și nordul Africii sub-sahariane |
|         | Upupa marginata       | Pupăza de Madagascar | Madagascar |

## Răspândire și habitat
Pupezele sunt larg răspândite în Europa, Asia, Africa de Nord, Africa Sub-Sahariană și Madagascar. Cele mai multe pupeze europene și nord-asiatice migrează la tropice în timpul iernii. În schimb, populațiile africane sunt sedentare tot anul. Specia a fost înregistrată și în Alaska, când U. e. saturata a fost înregistrată în 1975 în Yukon Delta. Se știe că pupezele se reproduc și mai la nord de arealul lor european obișnuit și chiar și în sudul Angliei în timpul verilor calde, uscate, care oferă o mulțime de lăcuste și insecte similare. De la începutul anilor 1980, populațiile nord-europene par a fi în declin, probabil din cauza schimbărilor climatice.